# 豊橋市立牟呂中学校
豊橋市立牟呂中学校（とよはししりつむろちゅうがっこう）は愛知県豊橋市神野新田町にある公立中学校。

## 概要
豊橋市民病院の院内学級を持っており、当校および牟呂小学校から教師が向かう。クラス数は院内学級1クラス、普通学級21クラス、特別学級1クラスの合計23クラス。生徒数は約760名。
明るく活気にある学校でもある。

五月に体育祭、秋中旬にライフポート豊橋を会場にした合唱コンクールといった学校行事などを行っている。

## 沿革
1947年（昭和22年）の「学校教育法」公布から昭和47年までの詳細については「牟呂の教育 百年のあゆみ」に書かれています。
- 1947年（昭和22年） - 豊橋市立西部第二中学校として開校[1]。
- 1948年（昭和23年） - 現校名に改称し、現在地へ移転[1]。

## 敷地
農林省水産講習所豊橋養魚試験場の敷地を引き継いでいる。
- 1921年（大正10年）5月 - 温水性淡水魚養殖試験場（神野新田）として開設
- 1921年（大正10年）6月 - 北島の淡水魚養殖研究所が閉鎖され神野新田に統合
- 1948年（昭和23年） - 試験場に間借りが決定、その後試験場廃止となりその後は全て中学校の敷地となる

## 教育目標
- 校訓
  - 「大志」1992年制定
  - 学校にある記念碑、旗などに使われる大志の文字は当時勤務していた国語科教員石川恵子教諭の揮毫による
- 教育目標
  - 深く考え　自ら学ぶ生徒の育成
  - 礼儀正しく　心豊かな生徒の育成
  - 実践力のある　たくましい生徒の育成

## 部活動
- 軟式野球部
- サッカー部
- 陸上競技部
- バスケットボール部
- バレーボール部
- ハンドボール部
- ソフトテニス部
- 卓球部

- 剣道部
- 水泳競技部
- 駅伝部 - 大会時のみ
- 相撲部 - 大会時のみ
- 合唱部
- オーケストラ部
- 美術部
- 手芸部

## 発行している書籍
「牟呂の教育 百年のあゆみ」は牟呂小学校が昭和47年に創立百周年を記念して。昭和48年に牟呂中学校と共同で発行した。

## 所在地
- 〒441-8077　愛知県豊橋市神野新田町イノ割1番地3

## アクセス
- 豊鉄バス神野ふ頭線　三郷口バス停下車、徒歩約7分